# Шершенівка
Шершені́вка — село в Україні, Тернопільська область, Чортківський район, Більче-Золотецька сільська громада. Розташоване на річці Серет, на півдні району.
Населення — 689 осіб (2007).

## Географія
Село розташоване на відстані 384 км від Києва, 83 км — від обласного центру міста Тернополя та 16 км від міста Борщів.

## Історія
Поблизу села виявлено археологічні пам'ятки трипільської, голіградської і давньоруської культур.
Відоме від середини 15 століття, перша згадка про село в документах — 1530 року. Польський шляхтич Миколай Кола за згодою короля Сігізмунда І Старого викупив село Шершенівці в Червоногородському повіті у Яна Сметанки та його родини. Цього ж року село Шершенівка (Syrschenyowcze) згадане серед інших сіл Червоногородського повіту Подільської землі (A.Jablonowski, Zrodla dziejowe, T.19 (8), с.165)
Колись село мало іншу назву і було розташоване на горі Бабиній, біля якої був яр. Та в ті часи нападали на українські багаті землі татари: нищили і палили села, вбивали і кривдили людей. Це село теж було спалене, але мешканці не загинули, а сховалися у ярі. Згодом там і почали будувати свої оселі. Ось так і виникло село. Потім люди почали ділити ниву (землю). І кожен хотів побільше землі- ширшої нивки, від чого і назва — «Ширшанивка», а згодом — Шершенівка. Зараз село це розташоване у ярі між двома горами — Бабиною і Буртною.
У селі діяли «Просвіта», «Сокіл», «Луг», «Сільський господар» та інші товариства, кооперативи.
6 квітня 1944 року німецько-нацистські війська, відступаючи, спалили більшість будівель. 
В 1952 році та 1969 році — у селі великі повені.
З 24 серпня 1991 року село входить до складу незалежної України.
12 вересня 2016 року належить до Більче-Золотецької сільської громади.
До 19 липня 2020 року належало до Борщівського району.

## Населення
За даними перепису населення 2001 року мовний склад населення села був таким:

### Мова
У селі поширена південно-наддністрянська говірка, що відносяться до наддністрянського говору, який належить до південно-західного наріччя.
Розподіл населення за рідною мовою за даними перепису 2001 року:
| Мова       | Відсоток |
| ---------- | -------- |
| українська | 99,48 %  |
| російська  | 0,39 %   |
| молдовська | 0,13 %   |

## Пам'ятки
Є церква Преображення Господнього (1901, мурована), капличка (кін. 18 ст., перебудована 1994).
Споруджено пам'ятник воїнам-односельцям, полеглим у німецько-радянській війні (1974), насипано символічну могилу Борцям за волю України (1992), встановлено пам'ятний хрест на честь скасування панщини.

### Римсько-католицька каплиця
Будівництво каплиці тривало від 1927 до 1934 року. Богослужіння відбувалися раз на місяць.
У радянський період святиню зачинили. Нині — пустує.

## Соціальна сфера
Працюють ЗОШ 1-2 ступ., Будинок культури, бібліотека, ФАП, відділення зв'язку, три торговельні заклади. Виступає футбольний клуб «Нива» в чемпіонаті Борщівського району.

## Відомі люди

### Народилися
- художник П. Старух.
- поетеса О. Бойко-Старух.

### Проживали
- поет, перекладач Я. Кондра.
- польський філософ, афорист, сатирик Станіслав Єжи Лец

## Галерея

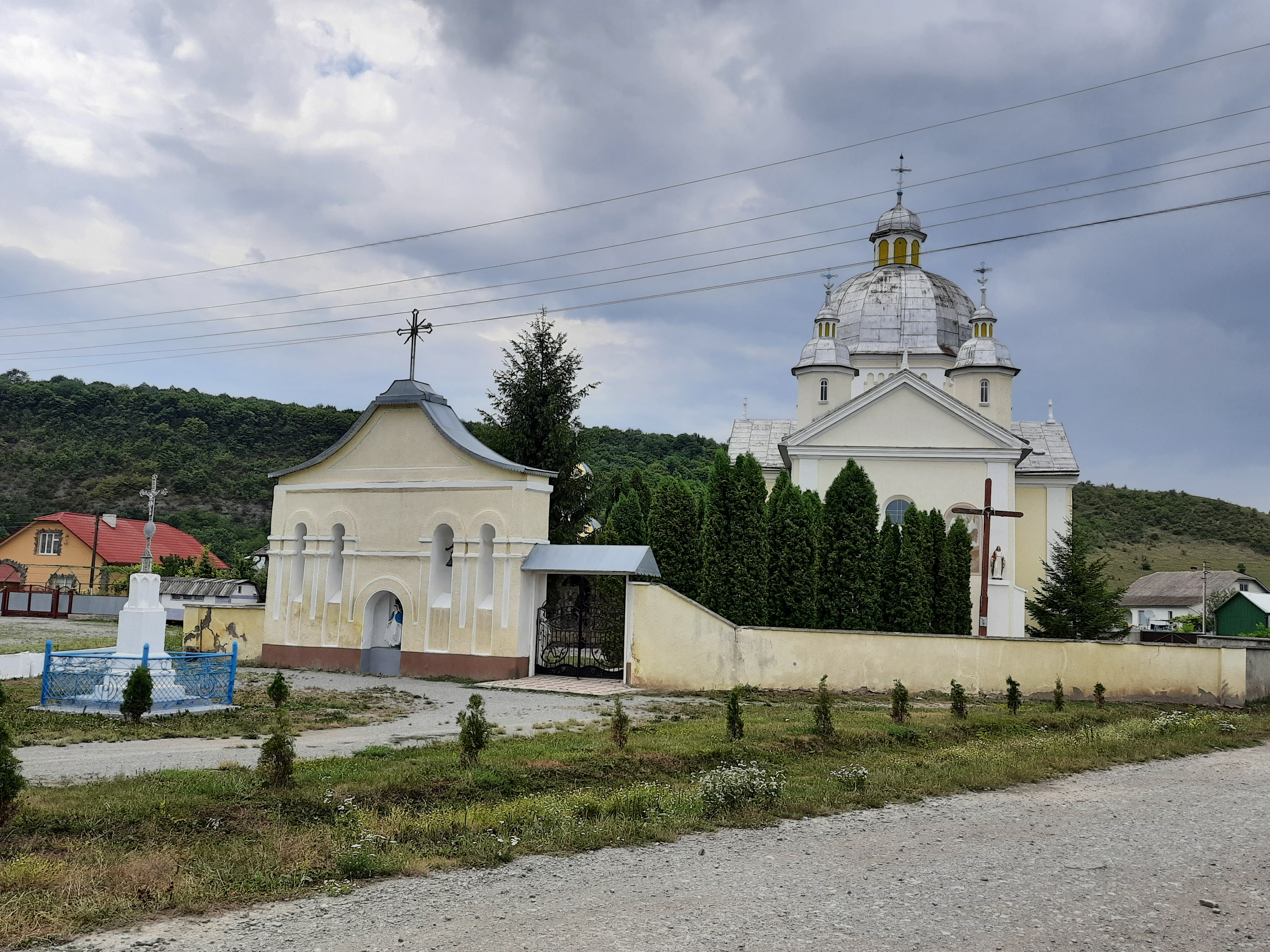
Церква Преображення Господнього (1901)
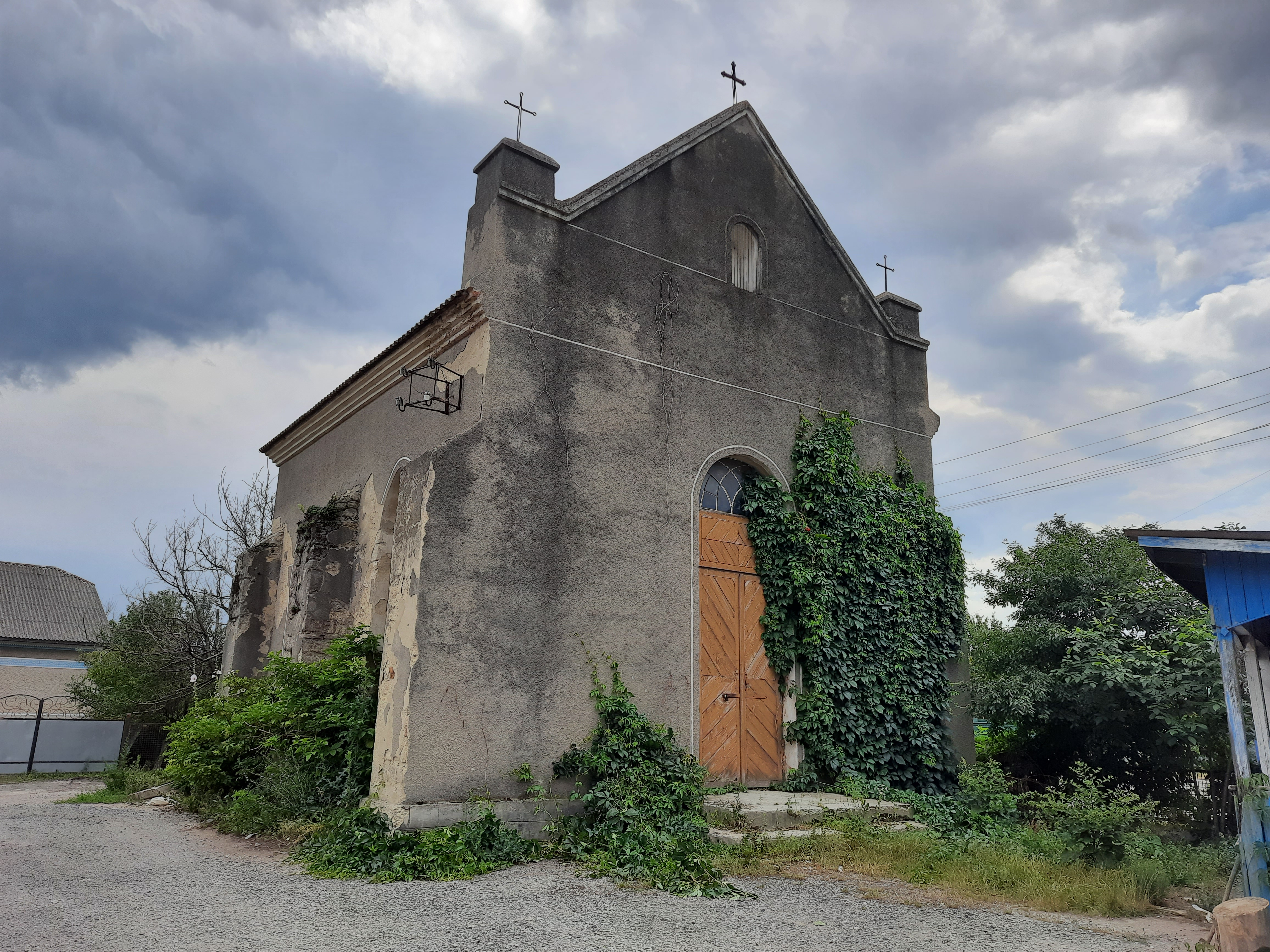
Костел 1934р
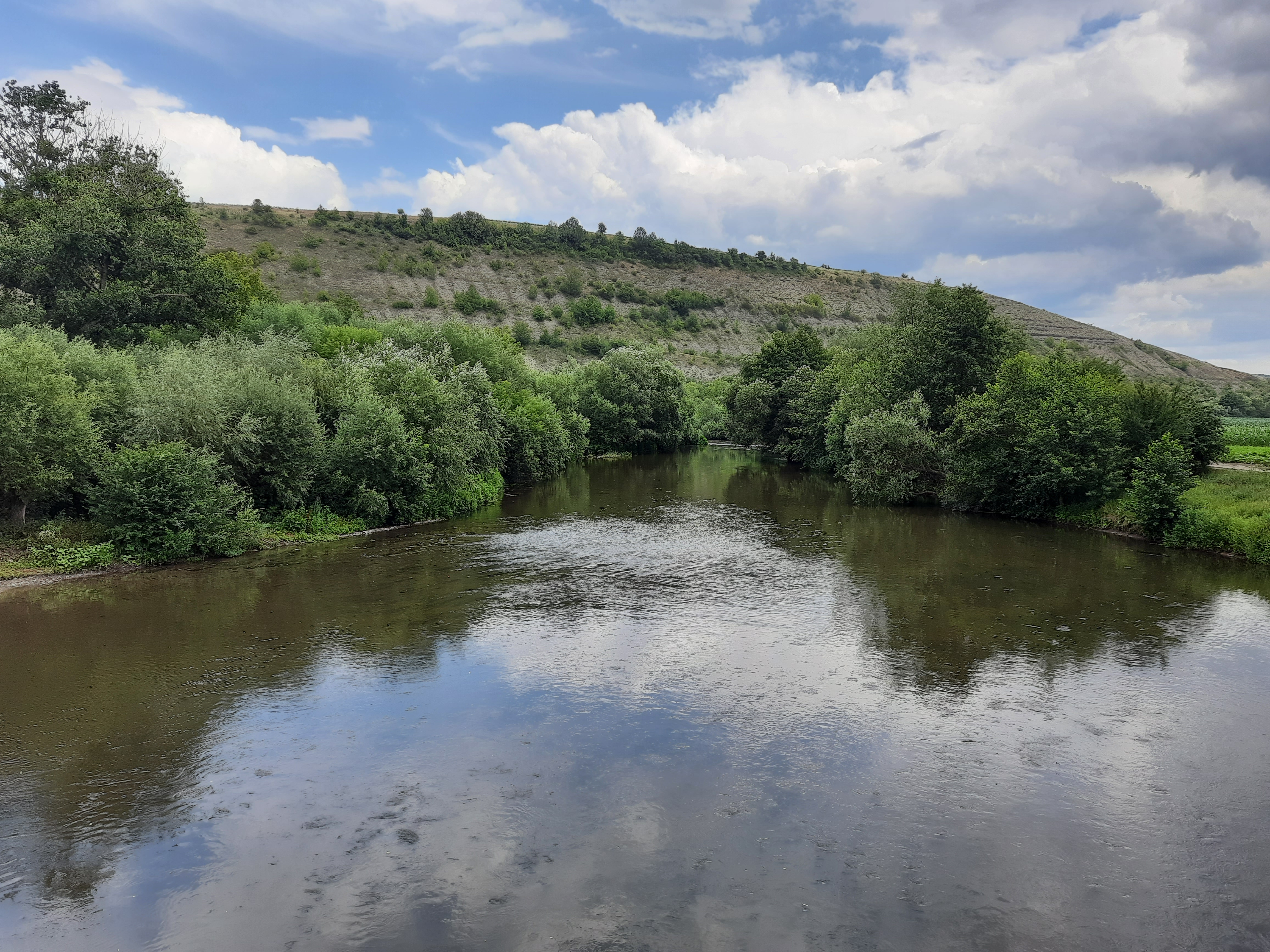
Річка Серет біля Щершенівки
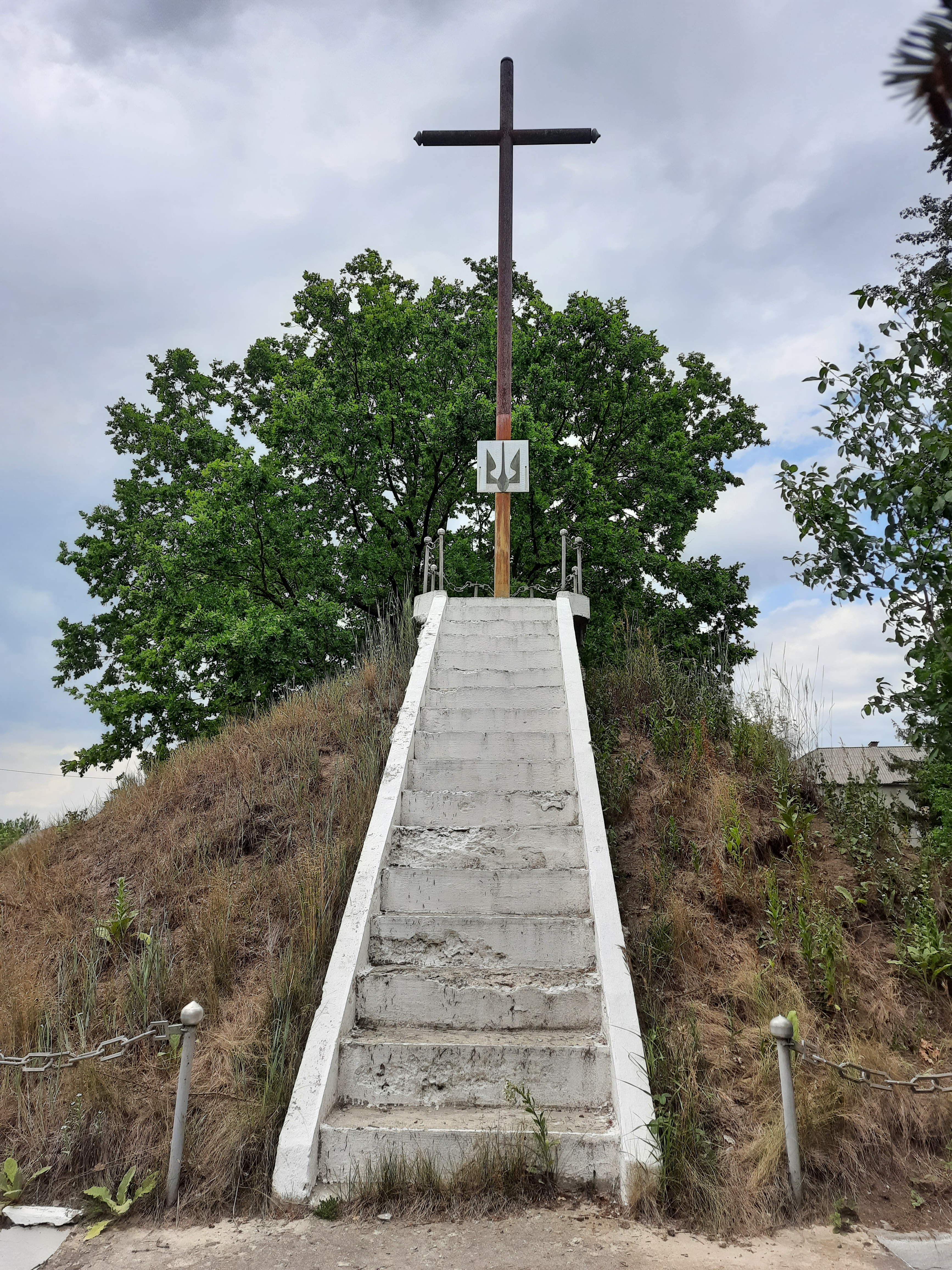
Символічна могила Борцям за волю України
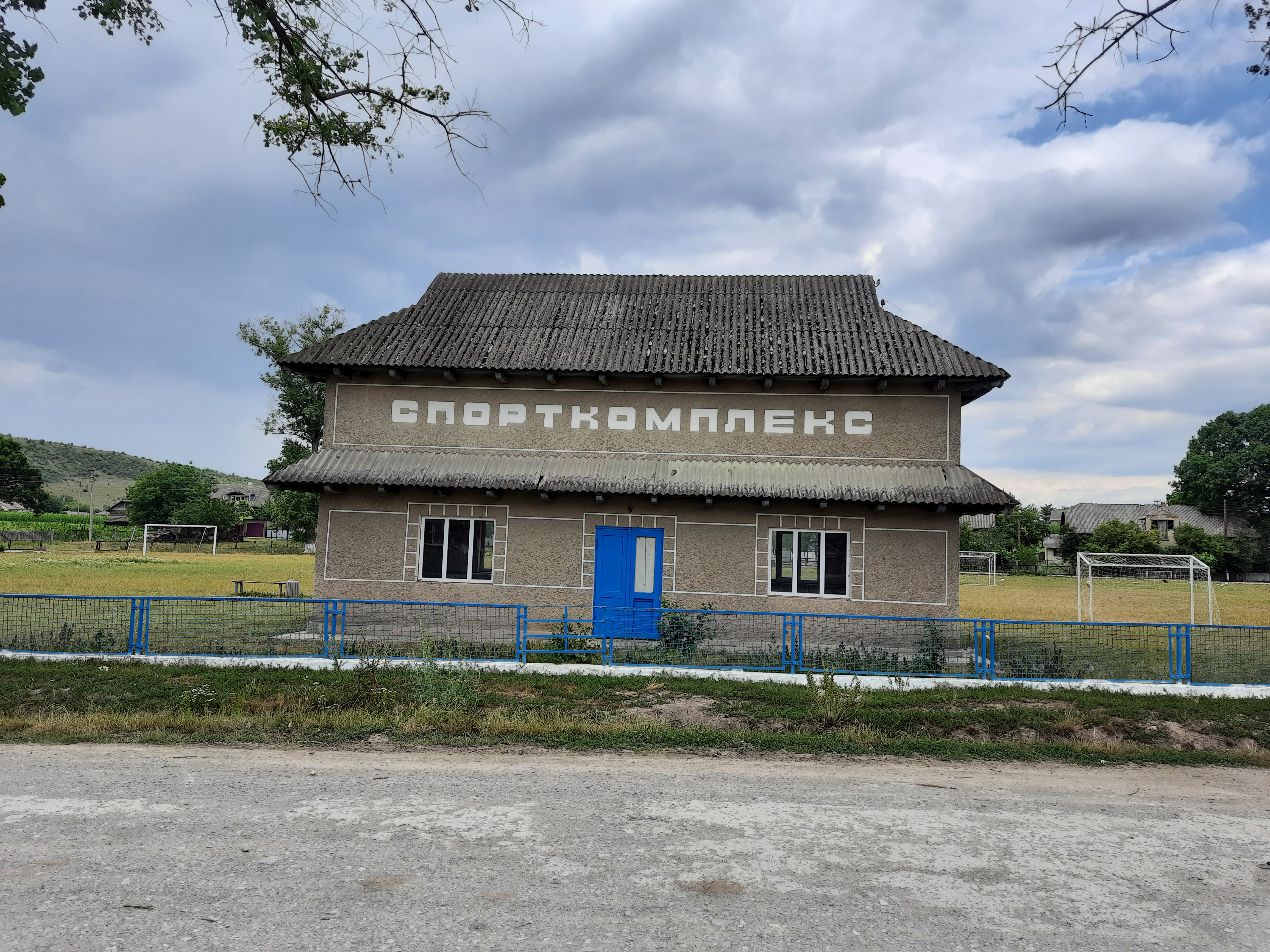
Стадіон